# Pacharán

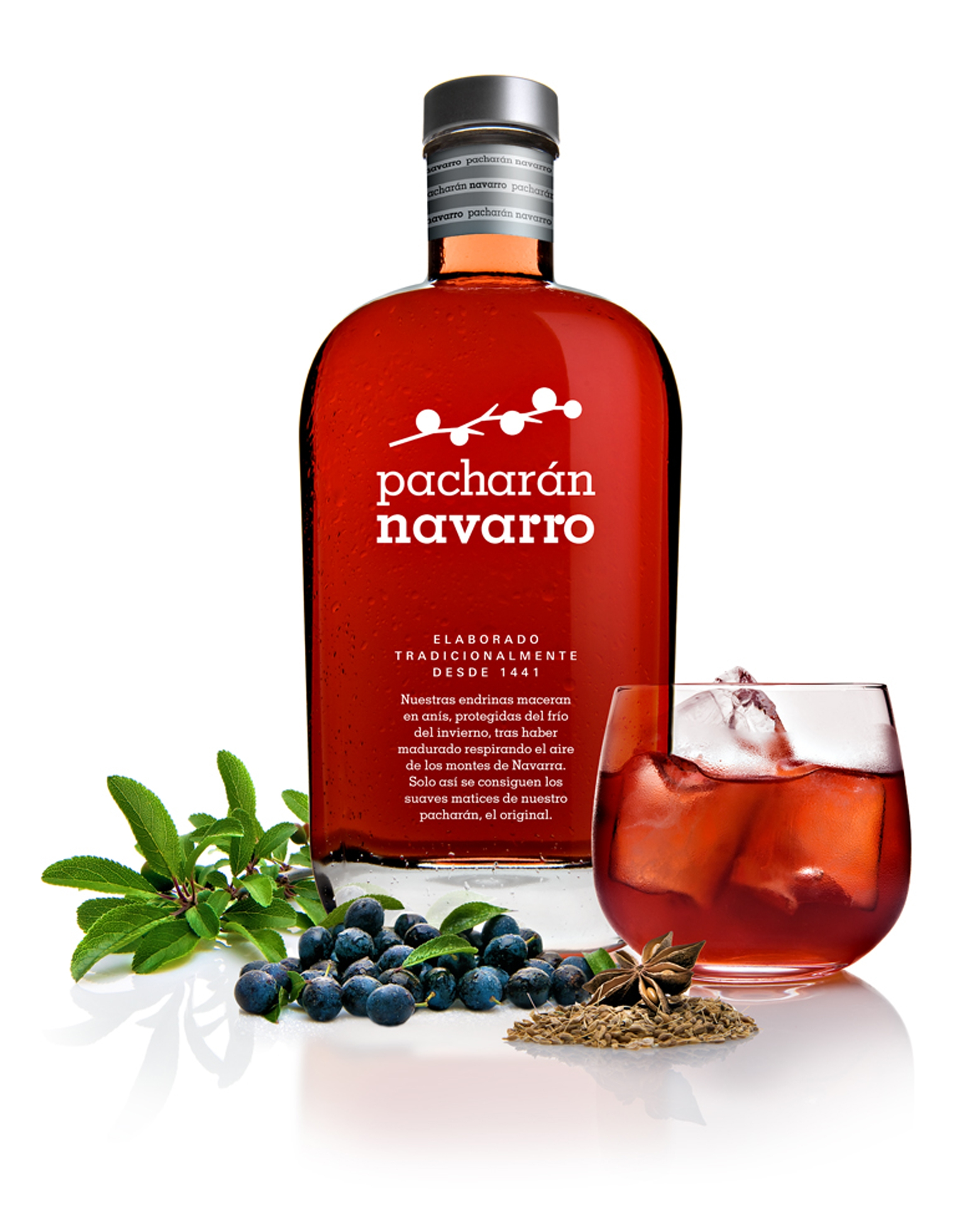
Botella de la Indicación Geográfica Protegida de Pacharán Navarro

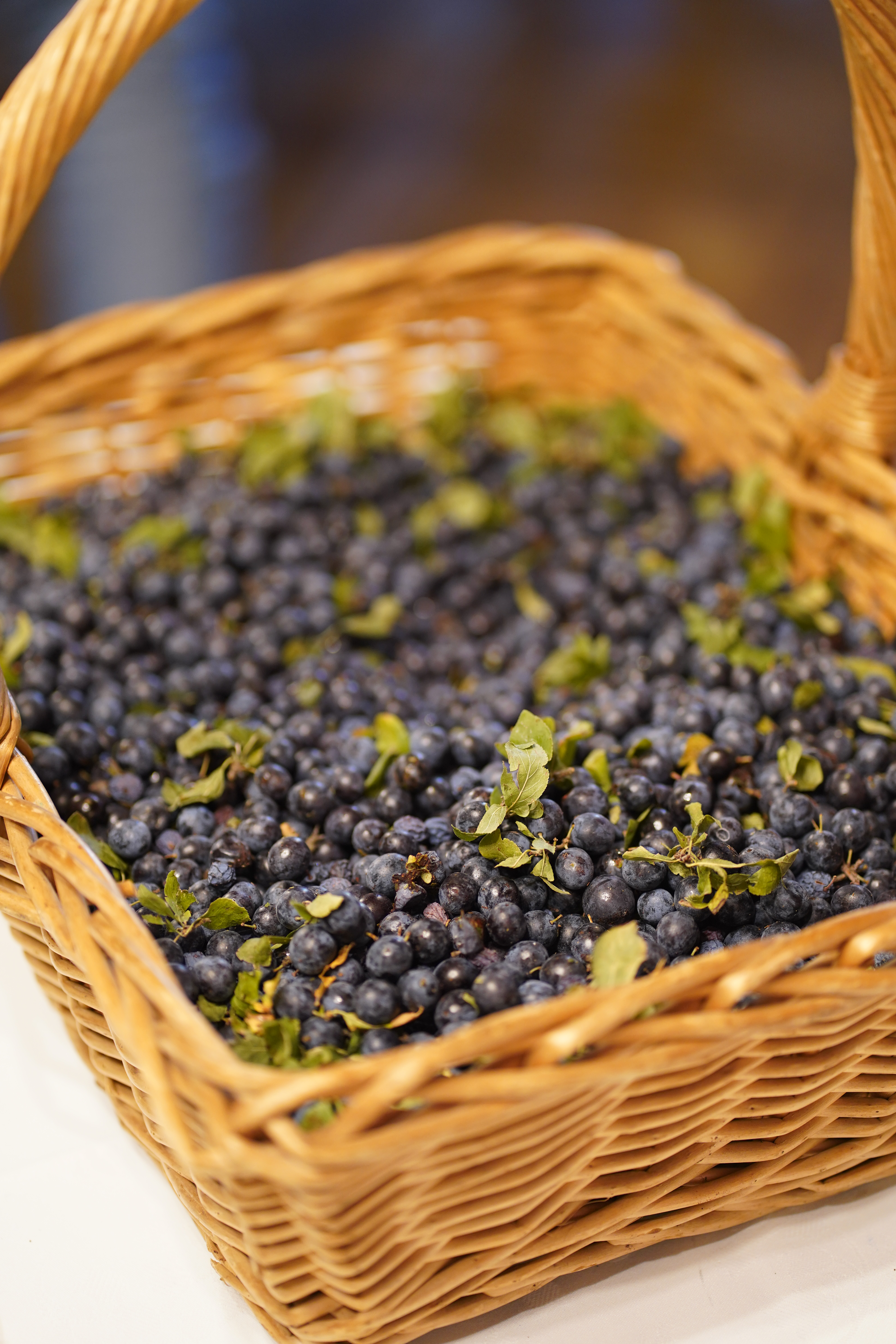
Endrinas con las que se elabora el pacharán

El  pacharán (del euskera patxaran, de paitar o pattar 'aguardiente' y aran 'endrino') es un licor, cuyo contenido alcohólico está comprendido entre 25 y 30% del volumen, obtenido por la maceración de endrinas, fruto de color negro-azulado del endrino (Prunus spinosa), en anisado. Es originario de Navarra, única región de España donde existe una Indicación Geográfica Protegida Pacharán. También se elabora pacharán en otras regiones próximas desde que comenzase su comercialización a principios del siglo XX, tales como Aragón, País Vasco, La Rioja, Castilla y León o Cantabria, e incluso en el departamento francés de Pirineos atlánticos (País Vasco francés).
El pacharán ya era bien conocido y bebido en Navarra desde la Edad Media. El destilado de licores a partir de bayas de enebro ha sido común en toda Europa desde la Edad Media, con el nombre de Ginebra (el nombre proviene de la denominación en latín del enebro Juniperus communis), aunque la ginebra normalmente está aromatizada con plantas distintas al anís.

## Etimología
Fuentes como el DRAE citan como origen el euskera basaran "endrina", compuesto de basa- "silvestre" y aran "ciruela" ("endrina" en vizcaíno), que en Navarra aparece en las variantes paxaran o patxaran.
La palabra en aragonés para designar el fruto del endrino es arañón, similar a la forma catalana aranyó, que derivan del euskera arán. En algunas partes de Navarra y La Rioja también es denominada arañón.

## Historia

### La Edad Media
Se tiene constancia de que el pacharán formó parte del menú servido en la boda de Godofre de Navarra (1394 - 1428), hijo natural del rey Carlos III, con Doña Teresa de Arellano en 1415. También se sabe que la reina Blanca I (1385 - 1441) tomó pacharán por sus propiedades medicinales cuando enfermó en el Monasterio de Santa María la Real de Nieva (Segovia) en 1441.

### Los tiempos modernos
El endrino se encuentra en estado silvestre por toda Europa, y recientemente (desde 1997 aproximadamente) se ha comenzado su cultivo domesticado en la geografía navarra. El Consejo Regulador del Pacharán Navarro es, desde 1988, el encargado de regular la elaboración, calidad y embotellado del pacharán, siendo el primer (y de momento único) organismo que certifica la correcta elaboración de este licor, amparando a las empresas adscritas a la Indicación Geográfica Protegida Pacharán Navarro.
Aunque son muchos los productores de este licor en Navarra, y su consumo en la comunidad foral, País Vasco, La Rioja, Castilla y León y Aragón es creciente, no es un licor excesivamente conocido en el resto de España, y escasamente referenciado en otros países. 
Se dio bastante a conocer en el resto de España a partir de los años 1960 durante el veraneo y/o la mili de navarros en zonas como Valencia o Madrid, donde el pacharán era conocido como "licor de Zoco", siendo esta una de las primeras marcas en "exportar" pacharán fuera de la comunidad foral.

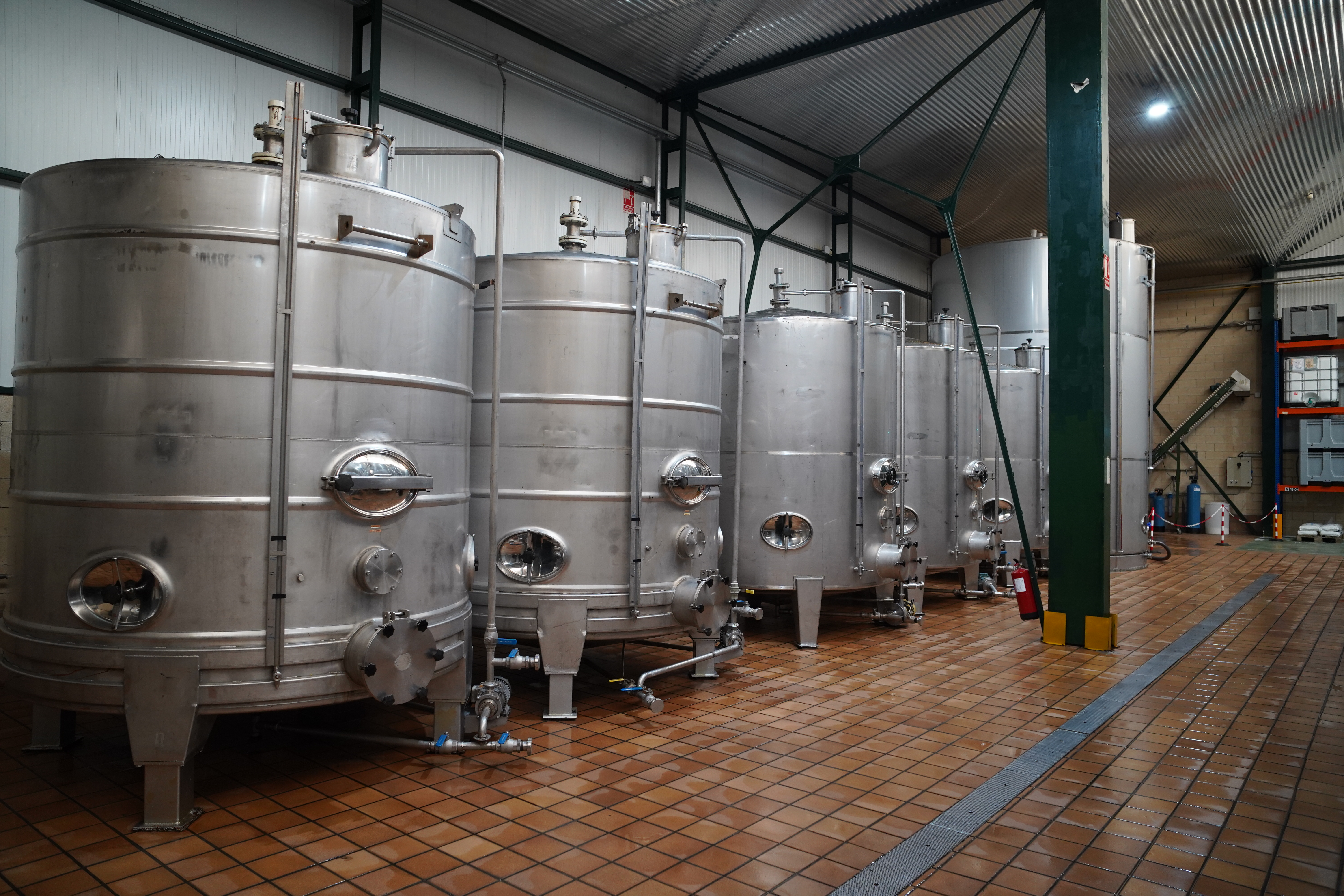
Depósitos de maceración de pacharán.

## Cifras

### En Navarra
Es la única comunidad donde existe a día de hoy un consejo regulador: El Consejo Regulador del Pacharán Navarro.
La venta total de pacharán del ejercicio 2000 alcanzó los 7,7 millones de litros, según los datos del Consejo Regulador del Pacharán Navarro.[cita requerida] Según los datos del Ministerio de Agricultura, Alimentación y Medio Ambiente, en el año 2013 había un total de 8 elaboradores que alcanzaron los 3,3 millones de litros, siendo el 98% de las ventas de ámbito nacional, y el resto comercio exterior, suponiendo un valor económico de casi 20 millones de euros en su totalidad.
| 2006      | 2007      | 2008      | 2009      | 2010      |
| --------- | --------- | --------- | --------- | --------- |
| ¿-?       | 5.700.218 | 5.187.051 | 4.913.774 | 4.895.598 |
| 2011      | 2012      | 2013      | 2014      | 2015      |
| 3.931.935 | 3.484.089 | 3.318.764 | ¿-?       | ¿-?       |

Las 8 entidades que producen "Pacharán Navarro" acogidas al mencionado consejo regulador son: DZ Licores, Destilerías La Navarra, Licores Baines, Hijos de Pablo Esparza Bodegas Navarras, Pacharán Azanza, Domecq Wines España, Licores Usúa y Destilerías Lafuente.
Dentro del Concurso de Vinos y Pacharán de Calidad de Navarra que organiza la Asociación Navarra de Sumilleres, se premia cada año al mejor pacharán navarro, siendo éste el certamen con mayor repercusión en la comunidad foral.
En los últimos años, los productores navarros de pacharán (que producen en torno al 95% del total que se comercializa en España) han detectado un fuerte aumento de las ventas a granel, sin etiquetar y sin pagar el correspondiente impuesto sobre el alcohol, hasta el punto de que las cifras no oficiales manejadas en el sector apuntan a que cerca de un 20% de la producción total del año pasado se comercializó por este conducto, lo que supone que por la vía ilegal se pueden sacar al mercado casi un millón y medio de litros adicionales[cita requerida].
Esto puede deberse a que la elaboración casera de pacharán está bastante arraigada en Navarra, y por tanto es relativamente sencillo obtener esta bebida de fuentes no reguladas.[cita requerida]

### País Vasco
En el País Vasco no existe un Consejo Regulador, pero existen productores que comercializan este producto, como Licores Barañano y Destilerías Atxa de Amurrio (Álava).
La producción artesanal tiene gran importancia en el País Vasco. Tal es así, que son numerosas las muestras de pacharán casero que se presentan cada año al Concurso de Pacharán Casero de Arechavaleta (Guipúzcoa), que se viene celebrando desde 1995 y que actualmente comparte protagonismo con la Feria Gastronónica y Folclórica de la citada localidad guipuzcoana.

### Aragón
En Aragón tampoco existe un Consejo Regulador, pero existen productores como Licores Marba de Ainzón (Zaragoza) o el Pacharán Ordesano de Licores Vimesa en Broto (Huesca).
Al endrino se le denomina arañonera y al fruto arañón. Se suele recolectar desde finales de agosto hasta mediados de octubre, dependiendo de la altitud del terreno. La producción artesanal en los hogares está bastante extendida, sobre todo en la zona pirenaica. Fruto de ello, a finales del mes de septiembre, se celebra cada año un concurso de pacharán casero, entre las diversas actividades dentro de la Feria ganadera de Broto.

### Castilla y León
En Castilla y León tampoco hay Consejo Regulador a pesar de ser una comunidad que ha incrementado su elaboración y su consumo en las últimas décadas. Como curiosidad, cabe citar que en Soria existe una peña taurina denominada "El Pacharán de las 6", en alusión a esta bebida espirituosa.

#### Provincia de Burgos
Como elaboradores destacan en esta región Maestros Artesanos de Licores y Aguardiente que produce pacharán bajo la marca Menesa y Licores Casajús que lo comercializa bajo la misma denominación así como aguardiente anisado para la elaboración casera de pacharán.
En la provincia de Burgos es donde más destaca la producción artesanal, y como muestra de ello se pueden encontrar varios concursos: 
- El certamen más joven es el Concurso de Pacharán Casero de Villariezo, cuya primera edición se celebró a finales de agosto de 2015.[27]
- En la comarca de la Ribera del Duero se celebra cada año desde 2014 el Certamen de pacharán casero de la Ribera del Duero,[28][29]  que se ha convertido en un evento gastronómico de referencia en la zona.[30][31][32]
- Y en la comarca de Las Merindades, se realiza desde 2007 el Concurso de mermeladas, dulces, mieles y licores caseros[33] enmarcado dentro de las Jornadas Gastronómicas de Otoño del Valle de Mena, y en donde el pacharán siempre se hace un hueco entre los ganadores de la categoría de licores.[34][35][36]

#### Provincia de Palencia
En esta región se encuentra el elaborador Gonqui: Aguardientes y licores artesanos, que lo comercializa bajo la etiqueta de Pacharán castellano y que se encuentra bajo la marca de garantía Tierra de Sabor.

#### Provincia de Zamora
En la localidad de Camarzana de Tera se encuentra la destilería Orujos Panizo S.L., que entre otras bebidas elabora pacharán bajo la marca del mismo nombre. Además, dicha empresa organiza anualmente el Concurso Nacional de Cócteles de Orujo, que va ya por su sexta edición y en donde el pacharán se encuentra entre los principales ingredientes de los mejores cócteles.

### La Rioja
En La Rioja, al igual que ocurre en el resto de regiones a excepción de Navarra, no existe Consejo Regulador, pero en la comunidad autónoma existe un consumo elevado. La Licorera Albeldense produce pacharán bajo las marcas de La Camerana y Aizu, en la localidad de Albelda de Iregua. Y también se elabora pacharán en Quel, en Destilerías Picuezo, así como anís para la preparación de dicho licor de forma casera, además de las alcoholeras de la región que producen el pactarán

### Otras regiones de España
En el resto de España, el pacharán no es muy conocido. Sin embargo, en los últimos años, algunas destilerías han comenzado a producir este licor. Además en la localidad de Coslada (Madrid), tiene lugar una festividad el 5 de septiembre dedicada a este licor.

#### Andalucía
En Andalucía se encuentran por ejemplo los elaboradores Los Alcores de Carmona, Pernod Ricard, que elabora licores y pacharán bajo la marca Ruavieja, o la marca Lágrimas de Granada .

#### Galicia
En Galicia se encuentra la empresa Maitines; Licores y aguardientes que elabora pacharán entre otras bebidas.

## Características

### Características organolépticas
El pacharán navarro tiene que ser rojo o rosado o naranja intenso. Si aparece turbio o con posos significa que no se ha filtrado correctamente. El brillo es señal de juventud y los tonos opacos de vejez. Ha de tener aroma intenso y afrutado y no se debe notar el olor a alcohol.

### Valores nutricionales y medicinales de la endrina
La endrina contiene vitamina C, es tónico, astringente y fortifica el estómago. Las flores del arbusto son diuréticas y suavemente laxantes cuando se utilizan como infusión. Estas son propiedades medicinales de la endrina, que resulta ser buena para el estómago, aliviar los achaques de la vejez y prevenir la arterioesclerosis, el infarto y la disfunción eréctil. Además, actúa como sedante sobre el sistema nervioso.

## Preparación

### Elaboración casera
Para su elaboración son necesarios de 125 a 250 gramos de endrinas, a ser posible maduras, por cada litro de aguardiente anisado (otra receta indica que han de ser 8 bayas por litro). Se maceran desde 1 hasta los 3 o 4 meses, pudiendo llegar hasta los 7 u 8 meses, siempre en un sitio fresco y oscuro. Pasado este tiempo se filtra y se embotella sin necesidad de añadirle nada ni de rebajarlo.
También se puede añadir en el período de maceración una hoja de laurel o granos de café tostado, para darle un toque especial. Otros añadidos durante la maceración, muy utilizados en algunas regiones, son unas flores de manzanilla, amapolas, pétalos de rosas o canela en rama entre otros.
No obstante, el procedimiento más antiguo y tradicional de preparar este licor según algunas fuentes, era mediante el uso de alcohol o aguardiente, en vez de anís, y después de 1 o 2 semanas de maceración, mezclado posteriormente con la misma cantidad de agua azucarada, dejándolo a continuación reposar unos días.

### Elaboración bajo la I.G.P.
Para los elaboradores dentro de la Indicación Geográfica Protegida Pacharán Navarro, las condiciones para prepararlo son las que se indican en el expediente técnico, el cual indica las condiciones siguientes:

La elaboración del pacharán amparado por la Indicación Geográfica, se llevará a cabo mediante la maceración de las endrinas en alcohol de origen agrícola, con previa o posterior incorporación de aceites esenciales naturales de anís y azúcar. Las endrinas utilizadas serán de primera calidad en maduración y textura, y antes de introducirse en los recipientes de maceración deberán estar exentas de cualquier impureza, siendo de aplicación a este respecto la legislación vigente. La maceración durará un tiempo mínimo de un mes y un máximo de ocho meses.

Para la elaboración del "Pacharán Navarro" se empleará entre un mínimo de 125 y un máximo de 300 gramos de endrinas (Prunus spinosa L.) por litro de producto acabado. El contenido de azúcares será de un mínimo de 80 y un máximo de 250 gramos por litro de producto final. El contenido en aceites esenciales naturales procederá exclusivamente de la utilización de Pimpinella anisum, L., (conocido en la zona de producción por los nombres vulgares de anís verde, matalahúga, matalahúva, simiente o hierba dulce) y/o de Illicum verum L., (con los nombres vulgares de anís estrellado, badián, o badiana).

El alcohol etílico de origen agrícola utilizado tendrá una graduación mínima del 96 % vol., respondiendo sus características a las exigidas por la legislación vigente. Mediante la adición de agua potable y para iniciar la maceración, se llevará a una graduación comprendida entre el 26 %vol. y el 60 %vol. Concluida la maceración se procede al decantado y posterior filtrado del líquido, tras el cual se continúa el proceso. En el proceso de elaboración se ajustará la graduación alcohólica al producto final que se desee obtener, debiendo finalmente quedar comprendida entre el 25 % vol. y el 30 % vol.
Expediente Técnico del Pacharán Navarro 

## Degustación
Es aconsejable tomarlo en copa o vaso de cristal y fresco, entre 6 y 8 °C. Se puede enfriar la botella en el frigorífico o refrescar la bebida con hielo, ya que da frescura en la boca con el aumento de agua al derretirse. No es recomendable añadirle mucho hielo, ya que el exceso de agua reduce su sabor y puede resultar incluso desagradable.
Después de las comidas o cenas se puede disfrutar ampliamente de su aroma y sabor, aunque cada vez se consume más como copa de tarde o de noche. El pacharán no mejora con el tiempo, por lo que es recomendable consumirlo antes de que pasen dos o tres años desde su elaboración. Su sabor dulce invita a repetir, pero su consumo en exceso puede producir trastornos gástricos, además de una muy mala resaca.

## Combinado (Cócteles)
Pese a que es un licor que tradicionalmente se consume solo, hay quien tiene a bien mezclarlo, sobre todo con bebidas carbonatadas. Actualmente también se ha puesto de moda en infusión y, sobre todo, en coctelería.
Algunos de los cócteles más destacados son:
- El butano.
- El mojito de pacharán.
- El sorbete de pacharán.
- El pacharán con cava.

## Polémica con el 'Licor de endrina'
El pacharán es una bebida espirituosa con carácter propio, tal y como incluso viene recogido en la legislación vigente.
En los últimos años ha surgido una gran polémica con respecto al "Licor de endrinas" (también llamado Falso pacharán), que aunque pueda parecer lo mismo, no lo es. Entre algunas de las características que los diferencia está la cantidad de frutos utilizados, la graduación del alcohol o la tasa de impuestos que se paga sobre éste.

## Licores relacionados
En Alemania y otros países de lengua alemana, se elaboran licores Schlehenlikör mediante la maceración de endrinos con, a veces, ciertas especias y azúcar en vodka, ginebra  o ron. Una marca conocida es Jägermeister, basada en ron blanco.
En el Reino Unido se elabora sidra aromatizada con endrinos denominado Slider, un producto tradicional de Devonshire. Los endrinos usados son los que quedan después de la elaboración de ginebra de endrinos o Sloe Gin.
En Italia se elabora el Bargnolino, que es similar al pacharán ya que se maceran los frutos en alcohol junto con especias y azúcar, pero con una graduación superior de 40-45%.
En Japón existe un licor similar llamado umeshu elaborado mediante la maceración de albaricoques japoneses (ume) y azúcar en shōchū, un licor elaborado a partir de la destilación de vino de arroz.